# Attentat de la mosquée de Gardêz
L'attentat de la mosquée de Gardêz est un attentat-suicide perpétré le 3 août 2018 par deux membres du groupe terroriste État islamique dans une mosquée chiite de Gardêz, dans l'est de l'Afghanistan. L'attaque fait 48 morts, dont trois enfants, et plus de 70 blessés. Elle s'inscrit dans le contexte de la guerre d'Afghanistan, qui depuis le départ des troupes occidentales en 2015 continue d'opposer le gouvernement aux groupes djihadistes armés.

## Déroulement
Le vendredi 3 août 2018 à l'heure de la prière, deux membres de l'État islamique déguisés en femmes et vêtus de burqas font irruption dans la mosquée chiite de Gardêz. Là ils ouvrent le feu sur les fidèles avant d'activer leurs vestes explosives. 

## Bilan
Un premier bilan annoncé le jour même de l'attentat donne un total de vingt-neuf morts et 81 blessés. Un nouveau décompte le lendemain fait état de trente-cinq morts, dont trois enfants, et 94 blessés. Dix-sept sont évacués par hélicoptère à Kaboul.

## Revendication
Les Talibans rejettent rapidement toute responsabilité. L'attaque est revendiquée par l'État islamique dans la soirée du 4 août, par l'intermédiaire de son agence Amaq. 